# Algeriets herrlandslag i volleyboll
Algeriets herrlandslag i volleyboll representerar Algeriet i volleyboll på herrsidan. Laget har deltagit i  VM två gånger (1994 och 1998) och i OS en gång (1992). Det har deltagit i  afrikanska mästerskapet flera gånger och vunnit tävlingen två gånger (1991 och 1993). De har även vunnit afrikanska spelen två gånger.

### Fotnoter
1. ↑  Todor Krastev. ”Men Volleyball I Africa Championship 1967 Tunis, Tunisia 26.07 - Winner Tunisia (1st)” (på engelska). http://todor66.com/volleyball/Africa/Men_1967.html. Läst 18 april 2024.
2. ↑  Todor Krastev. ”Men Volleyball V Africa Championship 1983 Cairo, Egypt 07-14.12 - Winner Egypt (2nd)” (på engelska). http://todor66.com/volleyball/Africa/Men_1983.html. Läst 20 april 2024.
3. ↑  ”Olympedia”. https://www.olympedia.org/results/37481.
4. ↑  Goalzz. ”The First Islamic Solidarity Games - 2005 - Volleyball Final” (på engelska). https://www.goalzz.com/main.aspx?c=1189&stage=4. Läst 19 april 2024.
5. ↑  Todor Krastev. ”Men Volleyball XVII Africa Championship 2009 Tetouan (MOR) 27.09-04.10 Winner Egypt (5th)” (på engelska). http://www.todor66.com/volleyball/Africa/Men_2009.html. Läst 19 april 2024.
6. ↑  ”Live Center - Men's African Nations Championship 2023” (på engelska). Fédération Internationale de Volleyball. https://live.app.fivb.com/tournaments/1408/matches. Läst 31 oktober 2023.